# مجيد خان (لاعب كريكت)
مجيد خان (3 ديسمبر 1989 في باكستان - ) هو لاعب كريكت باكستاني.

## وصلات خارجية
- مجيد خان على موقع إي آس بي آن كريك إنفو (الإنجليزية)